# ETegro Technologies
ETegro Technologies, ЗАО «ЕТегро Текнолоджис» – российская компания-производитель IT-оборудования корпоративного уровня: серверов, кластерных систем, управляемых коммутаторов, систем хранения данных, стоечных решений для ЦОД.

## Деятельность
Компания образована в 2005 году. С самого основания занимается разработкой и выпуском оборудования под собственной торговой маркой. В компании внедрена автоматизированная система контроля качества, производства и тестирования оборудования — Inquisitor. Помимо производства оборудования компания занимается поставкой готовых решений на базе своего оборудования, таких как программно-аппаратные решения для виртуализации, вычислительные кластеры, системы "кластер-в-коробке".
Стандартный гарантийный срок на оборудование ETegro Technologies составляет 3 года. При этом для пользователей в рабочие дни действует горячая телефонная линия поддержки. Помимо этого существуют расширенные гарантийные планы с уменьшенным сроком ремонта, расширенным гарантийным сроком и обслуживанием оборудования на месте эксплуатации, а не в сервисном центре.
По оценкам ITResearch в 2008г. ETegro Technologies вошла в пятёрку ведущих поставщиков серверов в России и продолжает там оставаться до сих пор.
Компания активно поддерживает свободное программное обеспечение, используя его во внутренней инфраструктуре и участвуя в его разработке. В число поддерживаемых компанией проектов входят:
- Inquisitor
- OpenSAN
- aStor
- ETConf

С сентября 2015 года компания перестала отвечать на телефонные звонки и электронные письма. Офис компании закрыт.

## Продукция
- Серверы

С самого момента своего появления на рынке компания сделала ставку на поставку серверов, находящихся на пике технологий. Так, в 2005 году компания первой из российских производителей представила сервера на процессорах AMD. В следующем, 2006 году, компания снова первой представила модели с сервисными процессорами BMC (Baseboard Management Controller) и дочерними (mezzanine) платами расширения. 2007 год знаменовался появлением поддержки KVM over IP и SAS экспандеров.
В настоящий момент компания предлагает широкий модельный ряд серверов собственного производства от простых 1U моделей с одним процессором до восьмипроцессорных 6U гигантов. Помимо "обычных" стоечных моделей компания также предлагает пьедестальные сервера, блейд-серверные платформы и модели для высокопроизводительных вычислений (High Performance Computing) с поддержкой ускорителей вычислений NVIDIA Tesla и Intel Xeon Phi.
- Системы хранения данных (СХД)

Поставляемые компанией СХД включают в себя как дисковые полки, так и сетевые накопители. В настоящее время компания прикладывает значительные усилия на разработку и совершенствование накопителей в рамках концепции "программно определяемые накопители" (Software Defined Storage, SDS).
Заметной популярностью пользуются решения с двумя контроллерами в режиме Active-Active, построенные на базе Windows Storage Server 2012 R2 с использованием LSI Syncro. Такая архитектура позволяет создать отказоустойчивую СХД, поддерживающую как файловый доступ по SMB и NFS, так и блочный доступ через iSCSI.
- Сетевое оборудование

Из сетевого оборудования компания производит и поставляет высокопроизводительные стоечные (1U) управляемые L2-коммутаторы. С 2014 года компания активно развивает направление коммутаторов без ОС (Bare Metal Switches), предлагая 1G, 10G и 40G модели с установочной средой ONIE. Эти коммутаторы поддерживают установку таких сетевых ОС как Cumulus Linux и Pica OS, обеспечивая возможность раздельного выбора поставщиков hardware и software по более чем конкурентоспособным ценам.
Помимо этого компания первой в России предложила 10G-коммутатор на основе платформы Intel ONS и матрицы Intel FM6764 с полным комплектом разработчика для него. Такой комплект включает в себя помимо прочего исходный код Intel Ethernet Switch SDK/API и руководство разработчика, что позволяет создавать собственные решения на базе этого коммутатора.
- Стоечные решения

Еще одним направлением деятельности компании является производство законченных стоечных решений для ЦОД. Такие решения характеризуются оригинальным дизайном на уровне стойки с едиными подсистемами охлаждения и питания. Данный подход упрощает обслуживание оборудования, снижает капитальные и операционные затраты, при этом обеспечивает гибкость настройки инфраструктуры и увеличивает эффективность использования оборудования.
Компания предлагает как оригинальные решения, основанные на собственном дизайне, так и решения на базе наработок сообщества Open Compute Project (OCP), поддерживаемого Facebook, и спецификации Open CloudServer (OCS), разработанной и продвигаемой Microsoft.

## Награды
- Лауреат премии CNews Awards 2008 в номинации «Инфраструктурное решение для органов государственной власти » за разработку, производство и поставку серверов приложений и серверов управления эксплуатацией в рамках создания государственной системы изготовления, оформления и контроля паспортно-визовых документов нового поколения в Российской Федерации.[2]

- Сервер ETegro Hyperion RS 560 G3  - лауреат премии «Лучший из лучших 2009» среди серверов среднего уровня по выбору журнала PC Magazine/RE.[3]

- Лауреат читательской премии журнала PC Magazine/RE по результатам опроса «Сервис и качество компьютерных марок 2010» в номинации «Серверы».[4]